# Windsor Grey

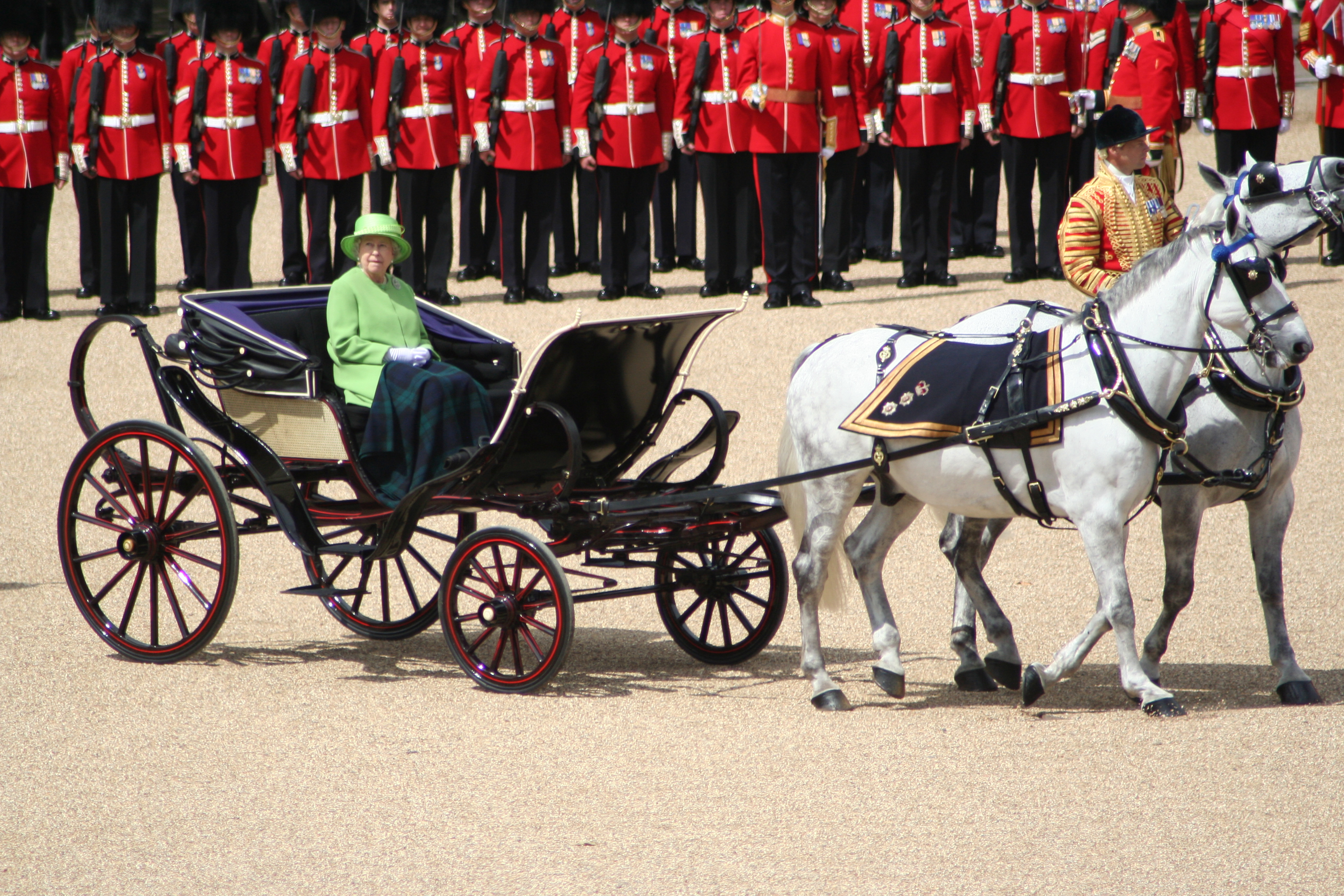
Una coppia di cavalli Windsor Greys trainano una carrozza con la regina Elisabetta II d'Inghilterra al Trooping the Colour

Il termine Windsor Grey è dato ad una razza di cavalli utilizzati dalla famiglia reale britannica per trainare carrozze durante le cerimonie di Stato, e fino al 1986, quando la regina Elisabetta partecipava al Trooping the Colour. Essi hanno la loro sede ai Royal Mews. Alcuni hanno rappresentato la Corona in competizioni di carrozze, spesso guidate dal Principe Filippo Duca di Edimburgo.
Due Windsor Grey, Claudia e Storm, sono visibili tutti i giorni ai visitatori delle Royal Mews a Londra. Storm è stato rappresentato in una staua assieme ad un suo compagno, David.